# هارولد استیون بلک
هارولد اِستفِن بِلَک (به انگلیسی: Harold Stephen Black) (14 آوریل ۱۸۹۸–۱۱ دسامبر ۱۹۸۳) یک مهندس برق آمریکایی بود که با اختراع تقویت‌کننده با بازخورد منفی در سال ۱۹۲۷ انقلابی در زمینه الکترونیک کاربردی ایجاد کرد. از نظر برخی، اختراع او مهم‌ترین پیشرفت قرن بیستم در زمینه الکترونیک تلقی می‌شود، زیرا حوزه کاربرد گسترده‌ای دارد. این به این دلیل است که تمام دستگاه‌های الکترونیکی (لامپ‌های خلاء، ترانزیستورهای دوقطبی و ترانزیستورهای ماس) ذاتاً غیرخطی هستند، اما می‌توان آن‌ها را با اعمال بازخورد منفی تا حد زیادی خطی کرد. بازخورد منفی با قربانی کردن بهره برای خطسانی بالاتر (یا به عبارت دیگر، اعوجاج/مدولاسیون کوچکتر) کار می‌کند. با قربانی کردن بهره، تأثیر اضافی در افزایش پهنای‌باند تقویت‌کننده نیز دارد. با این حال، یک تقویت‌کننده با بازخورد منفی می‌تواند ناپایدار باشد به طوری که ممکن است نوسان کند. هنگامی که مشکل پایداری حل شد، تقویت‌کننده با بازخورد منفی در زمینه الکترونیک بسیار مفید است. بلک مقاله معروفی به نام تقویت‌کننده‌هایی با بازخورد پایدارشده در سال ۱۹۳۴ منتشر کرد.

## زندگی‌نامه
او در سال ۱۸۹۸ در لئومینستر، ماساچوست متولد شد. او برای اخذ مدرک اول خود به مؤسسه پلی‌تکنیک ووستر (دبلیوپی‌آی) رفت. متعاقباً، در سال ۱۹۲۱ مدرک لیسانس خود را در رشته مهندسی برق از دبلیوپی‌آی دریافت کرد و سپس به وسترن الکتریک، که بازوی تولیدی اِی‌تی‌اَندتی بود، پیوست. او به آزمایشگاه‌های بل پیوست (۱۹۲۵)، جایی که تا زمان بازنشستگی‌اش (۱۹۶۳) عضو کادر فنی بود.
بلک نوشتن زندگینامه خود را با عنوان موقت «قبل از پهلو گرفتن کشتی» آغاز کرد. با این حال، او در دسامبر ۱۹۸۳ در سن ۸۵ سالگی و قبل از اینکه بتواند آن را به پایان برساند، درگذشت.

## کار
تقویت‌کننده‌ها به ناچار غیرخطی هستند؛ بنابراین، هر بار که سیگنالی در یک شبکه مخابراتی تقویت‌می‌شود، که می‌تواند ده‌ها بار در یک مدار اتفاق بیفتد، نویز و اعوجاج اضافه می‌شود. بلک ابتدا تقویت‌کننده پیش‌خورد را اختراع کرد که سیگنال‌های ورودی و خروجی را مقایسه می‌کند و سپس اعوجاج را به صورت منفی تقویت کرده و دو سیگنال را با هم ترکیب می‌کند و مقداری از اعوجاج را حذف می‌کند. این طراحی تقویت‌کننده مشکلات مخابرات فراقاره‌ای را بهبود بخشید، اما حل نکرد.
پس از سال‌ها کار، بلک تقویت‌کننده با بازخورد منفی را اختراع کرد که از بازخورد منفی برای کاهش بهره یک تقویت‌کننده غیرخطی با بهره بالا استفاده می‌کند و آن را به عنوان یک تقویت‌کننده خطی با بهره پایین با نویز و اعوجاج بسیار کمتر عمل می‌کند. تقویت‌کننده‌های با بازخورد منفی به سیستم بل اجازه داد تا ازدحام خطوط را کاهش داده و شبکه راه دور خود را از طریق تلفن حامل گسترش دهد. این امر امکان طراحی سامانه‌های کنترل آتش دقیق را در جنگ جهانی دوم فراهم کرد و اساس تقویت‌کننده‌های عملیاتی اولیه و همچنین نوسان‌سازهای صوتی دقیق با فرکانس متغیر را تشکیل داد.
طبق گفته بلک او الهام خود را برای اختراع تقویت‌کننده‌های با بازخورد منفی زمانی گرفت که در اوت ۱۹۲۷ با کشتی از رودخانه هادسون از نیوجرسی به نیویورک سفر می‌کرد. او که چیزی برای نوشتن نداشت، افکار خود را روی صفحه‌ای چاپ نشده از نیویورک تایمز ترسیم کرد و سپس آن را امضا و تاریخ زد. در آن زمان، دفتر مرکزی آزمایشگاه‌های بل به جای نیوجرسی در خیابان غربی ۴۶۳، منهتن، نیویورک سیتی قرار داشت و او در نیوجرسی زندگی می‌کرد، به طوری که هر روز صبح برای رفتن به محل کار از کشتی استفاده می‌کرد.
پنجاه سال پس از اختراعش در سال ۱۹۲۷، او مقاله‌ای در آی‌تریپل‌ئی اسپکتروم در مورد پیشینه تاریخی اختراعش منتشر کرد. او در سال ۱۹۳۴ مقاله‌ای کلاسیک در مورد تقویت‌کننده‌های با بازخورد منفی منتشر کرد، که دو بار در سال‌های ۱۹۸۴ و ۱۹۹۹ در مجموعه مقالات آی‌تریپِل‌ئی تجدید چاپ شده است او در مقاله کلاسیک خود در سال ۱۹۳۴ با عنوان «تقویت‌کننده‌های با بازخورد پایدارشده»، به کار هری نایکوئیست در مورد معیار پایداری اشاره کرد، زیرا تقویت‌کننده‌های با بازخورد منفی می‌تواند ناپایدار و نوسانی باشد؛ بنابراین، با کمک نظریه نایکوئیست، او موفق شد تقویت‌کننده‌های با بازخورد منفی پایدار را نشان دهد که می‌تواند در واقعیت مورد استفاده قرار گیرد. برنارد فریدلند مقدمه‌ای برای چاپ مجدد ۱۹۹۹ در پیریسیدینگ آو دِ آی‌تریپِل‌ئی نوشت. جیمز ئی بریتین در سال ۱۹۹۷ دربارهٔ او نوشت. یک آگهی ترحیم در مورد بلک توسط آی‌تریپِل‌ئی تِرَنزاَکشن آن اتوماتیک کنترل در سال ۱۹۸۴ منتشر شد.
او همچنین روی مدولاسیون کد پالس کار کرد و کتابی در مورد «نظریه مدولاسیون» نوشت (ون نوسترند، ۱۹۵۳). او حق ثبت اختراعات زیادی را در اختیار داشت که مشهورترین آنها حق ثبت اختراع ایالات متحده ۲٬۱۰۲٬۶۷۱ «سامانه برگردان موج» بود که در سال ۱۹۳۷ به آزمایشگاه‌های بل صادر شد و شامل تقویت‌کننده‌های با بازخورد منفی بود.

## جوایز
- عضو شماره ۲۵ تالار مشاهیر مخترعان ملی، ۱۹۸۱[۱۰]
- جایزه رابرت اچ. گُدارد از دبلیوپی‌آی، ۱۹۸۱
- مدال اِی‌آی‌ئی‌ئی لامه 1958[۱۱]
- مدرک دکترای مهندسی (افتخاری) از دبلیوپی‌آی، ۱۹۵۵
- جایزه علمی ریسرچ کورپوریشن ۱۹۵۲
- جایزه یادبود جان اچ. پاتس از انجمن مهندسی صدا
- مدال جان پرایس وِدِریل از مؤسسه فرانکلین
- تقدیرنامه از وزارت جنگ ایالات متحده.
- دبلیوپی‌آی بورسیه سالانه هارولد اس. بلک (۱۹۹۲-) را اهدا می‌کند.